# 水質

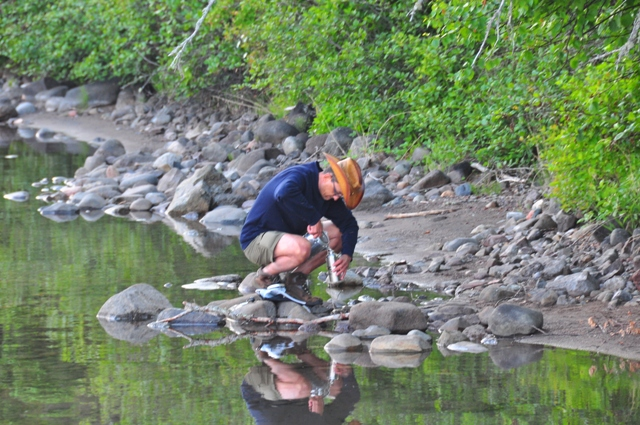
以人手方法採集水質樣本進行分析

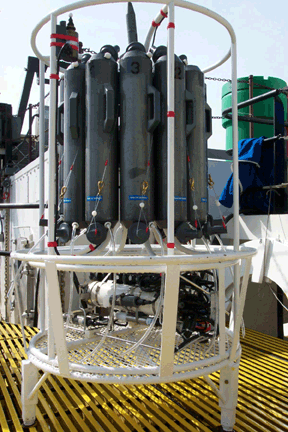
罗塞塔样本收集器可用于采集深水样本进行测试，如五大湖或海洋

水质，水体品质的简称。是指水的化学、物理、生物和辐射性质。对水质的衡量对应一种或多种生物的需要或人类的需要及目的。水质通常对应一组标准，符合某种要求。评价水质的常见标准是对应生态系统健康、人类接触安全及饮用水。

## 标准
在设立标准时，当局要做出政治和科技性决策，决定水要如何使用。就自然水体而言，他们要对初始情况进行合理评估。自然水体因自然情况的不同而不同。环境科学家努力理解这些系统如何运作，进而帮助确定资源及污染物。环境法律和政策制定者则通过立法来确定如何将水维持在合适的品质以满足用途。
地球上地表水绝大多数虽然无毒但不可饮用。即便刨去海水（太咸了）也是如此。另一个有关水质的大众概念是水是否受到污染。其实，水是个复杂的事物，部分原因是水是地球生态学复杂的媒介。工业和商业活动（如制造业、采矿业、建筑业、运输业）是水污染的主要致因，农业和城市径流也将污水带到水体。

## 常见检测标准
- 色度
- 臭和味
- 浊度
- 水温
- 氨氮、硝酸盐氮、亚硝酸盐氮、凯氏氮、总氮
- 正磷酸盐、总磷
- pH值
- 總懸浮固體
- 无机盐如钠, 钾, 钙, 锰, 镁等
- 重金属如铅、汞、砷等

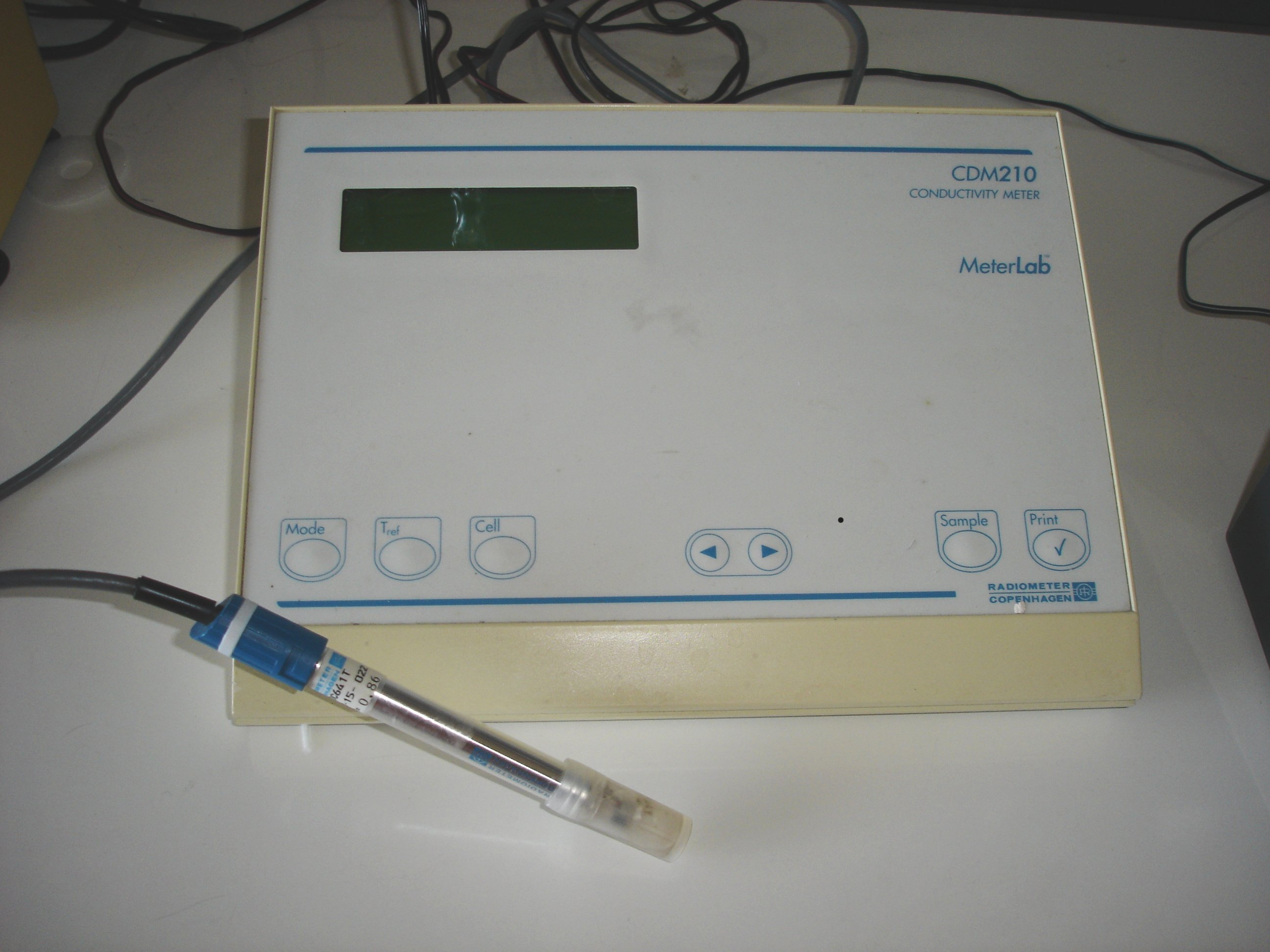
利用電導率儀來測量水中的總溶解固體

- 有机物：化学需氧量（COD）、生化需氧量（BOD）、高锰酸钾指数、总有机碳（TOC）、有色可溶性有机物(CDOM), 溶解有机碳 (DOC)
- 致癌物如二噁英
- 微生物如大肠杆菌、隐孢子虫、兰伯氏鞭毛虫等

## 环境与饮用水标准分类

### 中國大陸
按照2002年国家环境保护总局发布的《地表水环境质量标准》（GB3838—2002），水质共分为：
- 饮用水类：
  - 饮用水I类 ：主要适用于源头水，国家自然保护区，水质良好。地下水只需消毒处理，地表水经简易净化处理（如过滤）、消毒后即可供生活饮用者；
  - 饮用水II类：主要适用于集中式生活饮用水、地表水源地一级保护区，珍稀水生生物栖息地，鱼虾类产卵场，仔稚幼鱼的索饵场等，水质受轻度污染。经常规净化处理（如絮凝、沉淀、过滤、消毒等），其水质即可供生活饮用者；
  - 饮用水III类：主要适用于集中式生活饮用水、地表水源地二级保护区，鱼虾类越冬、回游通道，水产养殖区等渔业水域及游泳区；
- 污水类
  - IV类：主要适用于一般工业用水区及人体非直接接触的娱乐用水区；
  - V类：主要适用于农业用水区及一般景观要求水域。
  - 劣V类：无用脏水，也称超V类。

### 台灣
按照1985年行政院環境保護署发布的《地面水體分類及水質標準》，陸域地面水體分類分為甲、乙、丙、丁、戊五類，如下：
- 甲類： 適用於一級公共用水、游泳、乙類、丙類、丁類及戊類。
- 乙類： 適用於二級公共用水、一級水產用水、丙類、丁類及戊類。
- 丙類： 適用於三級公共用水、二級水產用水、一級工業用水、丁類及戊類。
- 丁類： 適用於灌溉用水、二級工業用水及環境保育。
- 戊類： 適用環境保育。

海域地面水體分類分為甲、乙、丙三類，如下：
- 甲類：適用於一級水產用水、游泳、乙類及丙類。
- 乙類：適用於二級水產用水、二級工業用水及環境保育。
- 丙類：適用環境保育。

專用名詞之定義如下：
- 一級公共用水： 指經消毒處理即可供公共給水之水源。
- 二級公共用水： 指需經混凝、沈澱、過濾、消毒等一般通用之淨水方法處理可供公共給水之水源。
- 三級公共用水： 指經活性碳吸附、離子交換、逆滲透等特殊或高度處理可供公共給水之水源。
- 一級水產用水： 在陸域地面水體， 指可供鱒魚、香魚及鱸魚培養用水之水源；在海域水體，指可供嘉臘魚及紫菜類培養用水之水源。
- 二級水產用水： 在陸域地面水體， 指可供鰱魚、草魚及貝類培養用水之水源；在海域水體，指虱目魚、烏魚及龍鬚菜培養用水之水源。
- 一級工業用水： 指可供製造用水之水源。
- 二級工業用水： 指可供冷卻用水之水源。

| 分級 | 基準值  | 基準值  | 基準值     | 基準值           | 基準值       | 基準值  | 基準值   |
| 分級 | PH值    | 溶氧量  | 生化需氧量 | 懸浮固體         | 大腸桿菌群   | 氨氮    | 總磷     |
| ---- | ------- | ------- | ---------- | ---------------- | ------------ | ------- | -------- |
| 甲   | 6.5-8.5 | 6.5以上 | 1以下      | 25以下           | 50個以下     | 0.1以下 | 0.02以下 |
| 乙   | 6.0-9.0 | 5.5以上 | 2以下      | 25以下           | 5,000個以下  | 0.3以下 | 0.05以下 |
| 丙   | 6.0-9.0 | 4.5以上 | 4以下      | 40以下           | 10,000個以下 | 0.3以下 | －       |
| 丁   | 6.0-9.0 | 3以上   | －         | 100以下          | 範例         | －      | －       |
| 戊   | 6.0-9.0 | 2以上   | －         | 無漂浮物且無油污 | －           | －      | －       |

| 甲 | 7.5-8.5 | 5.0以上 | 2以下 | 1,000個以下 |
| 乙 | 7.5-8.5 | 5.0以上 | 3以下 | －          |
| 丙 | 7.0-8.5 | 2.0以上 | 6以下 | －          |

#### 備註
各項基準值單位如下：
- pH值：無單位。
- 大腸桿菌群：每100毫升水樣在濾膜上所產生之菌落數（CFU/100ML）。
- 其餘：毫克/公升。